# سیارک ۱۳۲۲۵
سیارک ۱۳۲۲۵ (به انگلیسی: 13225 Manfredi، نامگذاری:1997QU1) سیزده هزار و دویست و بیست و پنجمین سیارک کشف شده‌است که در ۲۹ اوت ۱۹۹۷ کشف شد.
قدر مطلق سیارک برابر ۱۳٫۹۰ است.